# Yamaha XT 125X
Yamaha XT 125X je motocykl firmy Yamaha kategorie motard, třídy do 125 cm³, vyráběný v letech 2005-2011, pro evropský trh v továrně Malaguti v italské Bologni.

## Popis
Šikovný a odolný motocykl, vybavený čtyřdobým vzduchem chlazeným stojatým jednoválcem SOHC o objemu 124 cm³ se zátahem v nízkých otáčkách, který pochází z YBR 125. Oproti enduru XT 125R, které má menší přední brzdový kotouč a jiný rozměr kol, je vhodná spíše do městského provozu.

## Technické parametry
- Rám: trubkový ocelový
- Suchá hmotnost: 111 kg
- Pohotovostní hmotnost: 122 kg
- Spotřeba paliva: 2,5 l/100 km
- Maximální rychlost:105km/h